# 이중층 세포
이중층 세포(bistratified cell) 또는 이중층 신경절 세포(bistratified ganglion cell)는 세포체가 망막의 신경절 세포층에 위치하는 두 가지 종류의 망막 신경절 세포 중 하나를 의미할 수 있다:
- 작은 이중층 세포(small bistratified cell, SBC) 또는 작은 영역 이중층 신경절 세포(small-field bistratified ganglion cell)
- 큰 이중층 세포(large bistratified cell, LBC) 또는 큰 영역 이중층 신경절 세포(large-field bistratified ganglion cell)[1][2]

이중층화된 세포는 양극성 세포와 무축삭 세포로부터 입력을 받는다. 이중층화된 세포는 시각신경(optic nerve)과 시각로(optic tract)를 통해 외측 무릎핵(lateral geniculate nucleus, LGN)의 먼지세포성 세포층(koniocellular layer)으로 축삭을 투사하여 먼지세포성 세포(koniocellular cell)와 시냅스를 형성한다. Koniocellular는 "먼지만큼 작은 세포"를 의미한다. 크기가 작아서 찾기가 어려웠다. 망막 신경절 세포의 약 8~10%는 이중층 세포(bistratified cell)이다. 그들은 중간 정도 숫자의 막대세포와 원뿔세포로부터 입력을 받는다. 그들은 중간 정도의 공간 해상도와 중간 정도의 전도 속도를 가지며 중간 정도의 대비 자극에 반응할 수 있다. 그들은 색깔 시각(color vision)에 관여할 수 있다.

## 같이 보기
- 난쟁이 세포
- 파라솔 세포
- 감광성 신경절 세포
- 시각신경 (optic nerve, CN II, 시신경)
- 시각로 (optic tract, 시삭)
- 먼지세포성 세포(koniocellular cell)